# TOI-1670
TOI-1670とは、地球から約165.72パーセク離れた場所に位置する恒星である。
TESSによる観測で2つの太陽系外惑星が周囲を公転していることが知られており、さらに1つの太陽系外惑星が存在する可能性も示されている。

## 概要
TOI-1670はスペクトル分類がF7の主系列星で、活動は比較的少なく、穏やかな恒星である。TESSによる見かけの等級は9.5等である。
TOI-1670の「TOI」とはTESS object of interestを指し、TESSによる観測で惑星候補が検出された恒星に与えられる。これらのTOIはフォローアップ観測の対象となる。他の別名称としては「TIC 441739020」や「2MASS J17160415+7209402」なども存在する。TIC 441739020の「TIC」はTESS Input Catalogを指し、TESSによる観測の対象となる恒星に与えられる。
| 太陽 | TOI-1670  |
| ---- | --------- |
| 太陽 | Exoplanet |

## 惑星系
| 名称 （恒星に近い順） | 質量               | 軌道長半径 （天文単位） | 公転周期 (日)              | 軌道離心率      | 軌道傾斜角        | 半径               |
| --------------------- | ------------------ | ----------------------- | -------------------------- | --------------- | ----------------- | ------------------ |
| b                     | 13.8+9.5 −8.7 M⊕   | 0.103±0.002             | 10.98462+0.00046 −0.00051  | 0.59+0.17 −0.26 | 86.87+1.16 −1.07° | 2.06+0.19 −0.15 R⊕ |
| c                     | 0.63+0.09 −0.08 MJ | 0.249±0.005             | 40.74976+0.000022 −0.00021 | 0.09+0.05 −0.04 | 88.84±0.04°       | 0.987±0.025 RJ     |
| .03 (候補)            | —                  | —                       | 123.061944                 | —               | —                 | 3.09885 R⊕         |

### 発見

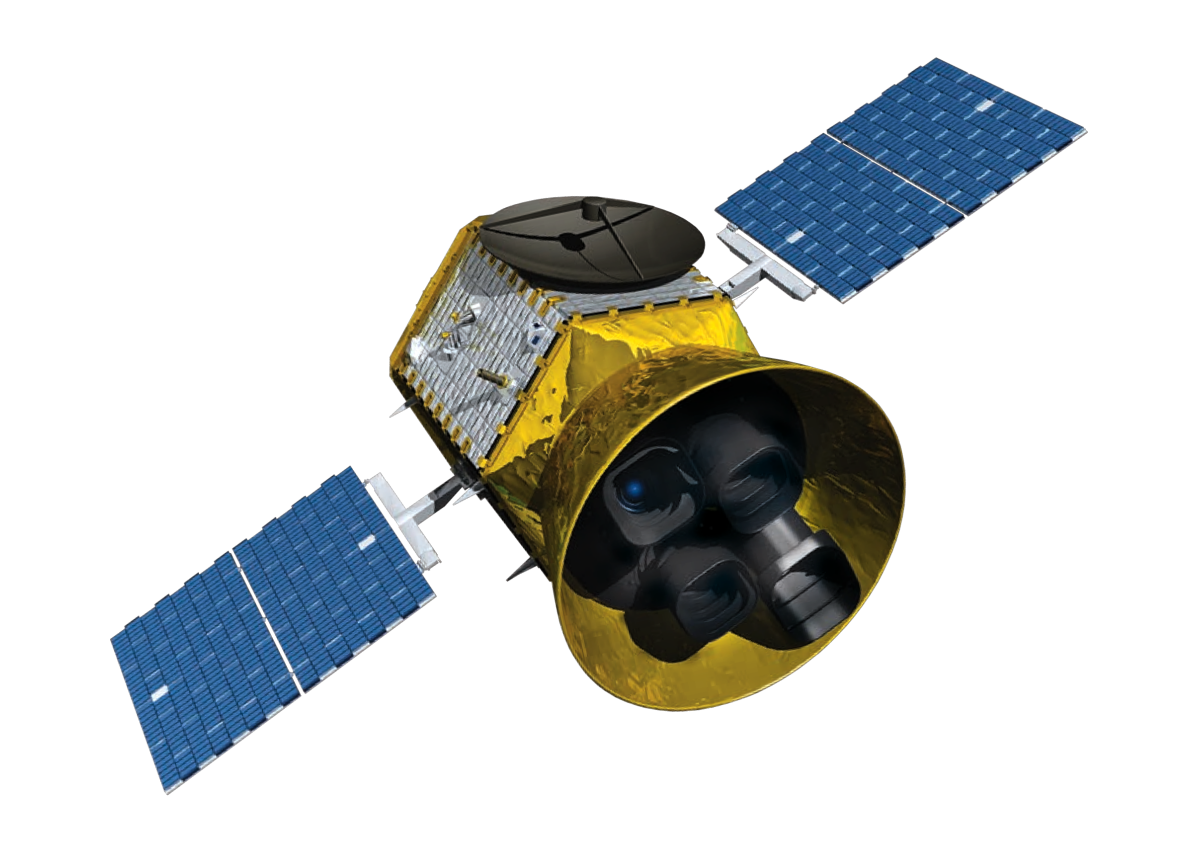
TOI-1670の惑星を発見したTESS

TOI-1670の周囲を公転する太陽系外惑星は、最初に2つの惑星候補がTESSによるトランジット法を用いた観測で発見され、それぞれ「TOI-1670.01」「TOI-1670.02」として2020年にTESS object of interestに追加された。それぞれの公転周期は約41日と約11日であった。これらの惑星候補は2022年に確認され、TOI-1670 b（.02）とTOI-1670 c（.01）と指定された。これら2つの惑星の発見を公表する論文は同年3月8日にarXivへ投稿された。
bやcとは別に、2022年2月に約123日の長い公転周期を持つ新たな惑星候補「TOI-1670.03」が存在する可能性が示されている。

### 特性
bはミニ・ネプチューン（海王星型惑星）で、cは木星型惑星である。cの軌道離心率は円軌道に近いが、bの軌道離心率は0.59と高い値となっている。これらの惑星のフォローアップ観測はハーラン・J・スミス望遠鏡やHARPS-Nなどを用いて行われた。なお、bはドップラー分光法では検出されない惑星である。TOI-1670系のような内側に小さな惑星、外側に巨大惑星が存在する構成を持った他の惑星系としては、ケプラー30系、ケプラー56系、ケプラー88系、ケプラー89系、ケプラー117系、ケプラー289系、グリーゼ876系、TOI-216系、HIP 57274系、K2-290系がある。
.03は2022年3月時点でも惑星候補の段階であるが、存在すれば半径は地球の約3.1倍を持つとされている。